# 6 Brygada Piechoty (UHA)

Oficerowie 6 Brygady Piechoty UHA, Winnica, 1919

6 Brygada Piechoty UHA – brygada piechoty Ukraińskiej Armii Halickiej.
Została utworzona w lutym 1919 z grupy bojowej „Rawa Ruska” i częściowo z grupy bojowej „Jaworiw”, i nosiła przydomek „Rawska”, należąc do I Korpusu UHA.
Walczyła z Polakami na froncie zachodnim, w rejonie Rawa Ruska-Niemirów-Magierów-Jaworów. W czasie ofensywy czortkowskiej walczyła koło Brzeżan i Złoczowa. Później, po przejściu Zbrucza, brała udział w ataku na Kijów, zdobywając Brajłów, Winnicę, Koziatyn, Berdyczów, Ihnatiwkę, Swiatoszyn, i 31 sierpnia 1919 wchodząc do Kijowa. Jesienią 1919 zatrzymała pod Daszewem i Romanowym Chutorem atak jednostek Sił Zbrojnych Południa Rosji. Straciła wartość bojową wskutek epidemii tyfusu.
Dowódcą Brygady był kpt. Julijan Hołowinskyj, później kpt. Wołodymyr Stafiniak.
Złożona była z 3 batalionów piechoty, pułku artylerii z 4 bateriami (dowódca kpt. R. Frisz), kompanii kawalerii oraz jednostek pomocniczych. Po przejściu Zbrucza liczyła około 2800 żołnierzy i oficerów.
Jeden z batalionów, nazywany Kureniem Huculskim (ponieważ w jego składzie walczyli głównie Huculi), wsławił się w walkach na odcinku Chyrów-Przemyśl, w natarciu na Kijów oraz w walkach w składzie armii URL w rejonie Wapniarki. Dowódcą Kurenia Huculskiego był por. Hryc Hołynśkyj.